# 재생산 건강
재생산 건강 또는 모자보건(Reproductive health)은 재생산과 관련된 인간의 모든 건강을 다루는 개념이다. 세계보건기구의 정의에 따르면, 이 분야에는 생식과정과 기능 뿐만 아니라 육체적, 심리적 안녕도 포함된다.

## 같이 보기
- 임신
- 산부인과
- 공중 보건
- 여성운동